# Bruno Dominijanni
Bruno Dominijanni (Sant'Andrea Apostolo dello Ionio, 15 luglio 1922 – Catanzaro, 4 febbraio 2004) è stato un avvocato e politico italiano, Presidente della Regione Calabria dal 1980 al 1985.

## Biografia
Avvocato penalista ed esponente del Partito Socialista Italiano, inizia la sua attività politica al fianco dei braccianti e dei contadini nell'ambito della riforma agraria degli anni cinquanta. Negli anni seguenti viene eletto consigliere comunale e provinciale di Catanzaro.
Consigliere comunale, vicesindaco ed assessore ai lavori pubblici del comune di Catanzaro negli anni sessanta, a partire dal 1970 è tra i protagonisti dell'avvio del regionalismo in Calabria: nelle prime legislature svolge, dal 1974 al 1980, il ruolo di assessore regionale alla Sanità e, a seguito delle elezioni regionali del 1980 viene nominato presidente della Giunta regionale fino al 1985.
È stato il primo presidente socialista della giunta regionale calabrese.
Nel 1985 viene eletto segretario regionale della Calabria del Partito Socialista Italiano; rimane consigliere regionale fino al 1990.
Negli anni successivi si dedica alla costituzione del Parco nazionale dell'Aspromonte, di cui è presidente dal 1994 al 1998. Muore all'età di 81 anni, nella sua abitazione di Catanzaro, il 4 febbraio 2004 a causa di un arresto cardiaco.
La figlia, Ida Dominijanni, è giornalista de Il manifesto.